# Tom Jones (piosenkarz)
Tom Jones wym.ⓘ, właśc. sir Thomas Jones Woodward (ur. 7 czerwca 1940 w Pontypridd) – walijski piosenkarz, gitarzysta, prezenter telewizyjny i aktor.
Karierę muzyczną zaczął na początku lat 60. jako wokalista zespołu Tommy Scott and the Senators. Następnie rozpoczął karierę solową. Od tamtej pory wydał kilkadziesiąt albumów i składanek muzycznych oraz wylansował liczne przeboje, które weszły do historii światowej muzyki rozrywkowej, m.in. „It’s Not Unusual”, „What’s New Pussycat?”, „Thunderball”, „The Green, Green Grass of Home”, „Delilah”, „She’s a Lady” czy „Sex Bomb”. Okazjonalnie współpracował i koncertował z artystami, takimi jak m.in. The Rolling Stones, Sting, U2, David Bowie, Lionel Richie, Robbie Williams, Tina Turner, Janis Joplin, Sandra Bernhard, Paul Anka, The Spencer Davis Group, Stereophonics czy Eurythmics.
Przez krytyków muzycznych określany mianem ikony popkultury na miarę Elvisa Presleya czy Michaela Jacksona, uznawany także za jedną z największych gwiazd muzyki rozrywkowej XX i XXI wieku. Jego utwory doczekały się coverów w wykonaniu artystów z całego świata, takich jak Robbie Williams, Janis Joplin, Lionel Richie czy Tina Turner, w Polsce – Budka Suflera i Krzysztof Krawczyk.
Kawaler Orderu Imperium Brytyjskiego i Rycerz Kawalerii Imperium Brytyjskiego. Zdobywca wielu nagród muzycznych, m.in. Grammy i dwóch Brit Awards.

## Rodzina i edukacja
Urodził się i dorastał w Pontypridd, przemysłowym mieście w południowej Walii. Jest synem Fredy z domu Jones i Thomasa Woodwarda. Jego ojciec był górnikiem w kopalni w Treforest, matka zajmowała się domem. Dziadkowie Toma ze strony ojca byli Anglikami. Tom dorastał ze starszą o sześć lat siostrą Sheilą w domu szeregowym przy Laura Street w Pontypridd, gdzie spędził pierwsze 24 lata życia.
Już jako dziecko śpiewał na spotkaniach rodzinnych, podczas występów szkolnych i na weselach. Uczęszczał do szkoły średniej Pontypridd Central. Miał problemy w nauce, ponieważ cierpiał na dysleksję. W młodości trenował boks. 
Kiedy miał 12 lat, zdiagnozowano u niego gruźlicę. Po diagnozie podjął prawie dwuletnie leczenie, w tym czasie został odizolowany od rówieśników i uczył się w domu, a w wolnych chwilach słuchał muzyki (głównie w BBC Radio lub Radio Luxembourg) i rysował.
W 1955, mając 15 lat, zakończył edukację i został zatrudniony w fabryce skórzanych rękawiczek Polya Glove. W 1957 przez następne cztery lata pracował jako operator maszyny w wytwórni papieru Wiggins Teape. W tym czasie zaczął samodzielnie uczyć się gry na gitarze oraz śpiewać amatorsko w klubie Wood Road. Pracował też jako robotnik budowlany oraz był akwizytorem sprzedającym odkurzacze i kierowcą ciężarówki.

## Kariera zawodowa

### Początki
Krótko przed swoimi 18. urodzinami zagrał w klubie Wood Road swój pierwszy publiczny koncert; zaśpiewał wtedy kilka rock and rollowych coverów przy akompaniamencie gitary. Niedługo później dołączył jako wokalista do grupy rozrywkowej The Misfits, z którą koncertował po pobliskich miastach. W 1960 przeszedł przesłuchania do telewizyjnego programu rozrywkowego stacji BBC Wales Donald Peers Presents, dzięki czemu wystąpił w jednym z odcinków z piosenką Cliffa Richarda „I’m Lookin’ Out the Window”.
Wiosną 1962 poznał Vernona Hopkinsa, basistę i lidera zespołu The Senators, który zaproponował mu gościnny występ w charakterze wokalisty. Niedługo później na stałe dołączył do grupy i przybrał pseudonim Tommy Scott. Zespół zyskał renomę w Walii. W 1963 podpisali kontrakt menedżerski z Raymondem Godfreyem i Johnem Glastonburym, którzy pomogli im w nagraniu pierwszego demo. Nagraniem zainteresował się Joe Meek, z którym zrealizowali sesję nagraniową w Londynie. Po nagraniu kolejnego demo, zawierającego covery m.in. utworu Jerry’ego Lee Lewisa „Breathless” i „I Love How You Love Me” grupy The Paris Sisters, zostali zaproszeni przez Petera Sullivana z wytwórni Decca Records na przesłuchania muzyczne do Londynu.
W maju 1964 na koncercie w klubie „Top Hat” w Cwmtillery został dostrzeżony przez Gordona Millsa, który zaoferował mu współpracę menedżerską i zachęcił do przeprowadzki do Londynu, by tam wraz z zespołem mogli rozpocząć dalszą karierę. Tam, za namową Millsa, zespół zmienił nazwę na The Squires, a jego wokalista zaczął występować pod pseudonimem Tom Jones, który został zaczerpnięty od tytułowego bohatera powieści Henry’ego Fieldinga Historia życia Toma Jonesa, czyli dzieje podrzutka z 1749. Latem zagrali cykl koncertów w Beat City jako support dla The Rolling Stones. W tym samym czasie jako solista brał udział w sesjach nagraniowych, czasem nagrywał wersje demo różnych piosenek. Wkrótce podpisał samodzielny kontrakt z wytwórnią Decca Records i pod jej szyldem wydał debiutancki singiel „Chills and Fever”, który jednak nie cieszył się większym zainteresowaniem słuchaczy.

### Lata 1965–1969
Na początku 1965 odbył wspólną trasę koncertową z Cillą Black i wydał singiel „It’s Not Unusual”, który stał się międzynarodowym przebojem – dotarł do pierwszego miejsca na liście UK Singles Chart oraz był wysoko notowany także m.in. na amerykańskiej liście Billboard Hot 100 oraz w Afryce Południowej. W kwietniu wystąpił w londyńskim Empire Pool podczas koncertu laureatów głosowania czytelników magazynu „New Musical Express”. W następnym miesiącu wyjechał w trasę promocyjną do USA, gdzie m.in. wystąpił w programie The Ed Sullivan Show. 21 maja 1965 wydał swój debiutancki album pt. Along Came Jones, który promował przebojem „It’s Not Unusual” oraz singlem „Once Upon a Time”, który osiągnął jednak umiarkowany sukces na brytyjskim rynku, docierając zaledwie do 32. miejsca w notowaniu UK Singles Chart. Nieco lepiej poradził sobie kolejny singiel, „With This Hands”, plasując się na 11. miejscu na brytyjskiej liście przebojów i 27. miejscu w USA.
W czerwcu 1965 otrzymał propozycję nagrania piosenki „What’s New Pussycat?”, napisanej przez Burta Bacharacha na potrzeby ścieżki dźwiękowej do filmu Woody’ego Allena Co słychać, koteczku?. Utwór stał się międzynarodowym przebojem – dotarł m.in. do trzeciego miejsca w USA i 11. miejsca w Wielkiej Brytanii. Latem zagrał serię koncertów w USA, m.in. wystąpił podczas trasy Dick Clark Caravan of Stars organizowanej przez Dicka Clarka. W drugiej połowie 1965 nagrał utwór „Thunderball”, będący motywem przewodnim filmu Operacja Piorun o przygodach Jamesa Bonda. Piosenka osiągnęła jednak umiarkowany sukces komercyjny, dotarła do zaledwie 35. miejsca na liście przebojów w Wielkiej Brytanii i 25. miejsca w USA.
Na początku 1966 odbył trasę koncertową po Australii z zespołem Herman’s Hermits, a w marcu odebrał Nagrodę Grammy dla najlepszego nowego artysty. W grudniu wydał singiel „Green, Green Grass of Home”, z którym dotarł do pierwszego miejsca brytyjskiej listy przebojów oraz pozostał na szczycie przez kolejne sześć notowań. W następnych miesiącach wydał jeszcze kilka singli – „Detroit City”, „Funny Familiar Forgotten Feelings” i „I’m Coming Home”, które były wysoko notowane na brytyjskiej liście przebojów, jednak znacznie słabiej radziły sobie w amerykańskich notowaniach. Wyjątek stanowił singiel „I’ll Never Fall in Love Again”, który dotarł do drugiego miejsca listy przebojów w Wielkiej Brytanii i szóstego w USA. W 1967 odbył sześciotygodniową serię koncertów z orkiestrą w londyńskim klubie „Talk of the Town”. Materiał nagrany w czasie występów ukazał się na albumie koncertowym pt. Tom Jones Live! at the Talk of the Town.

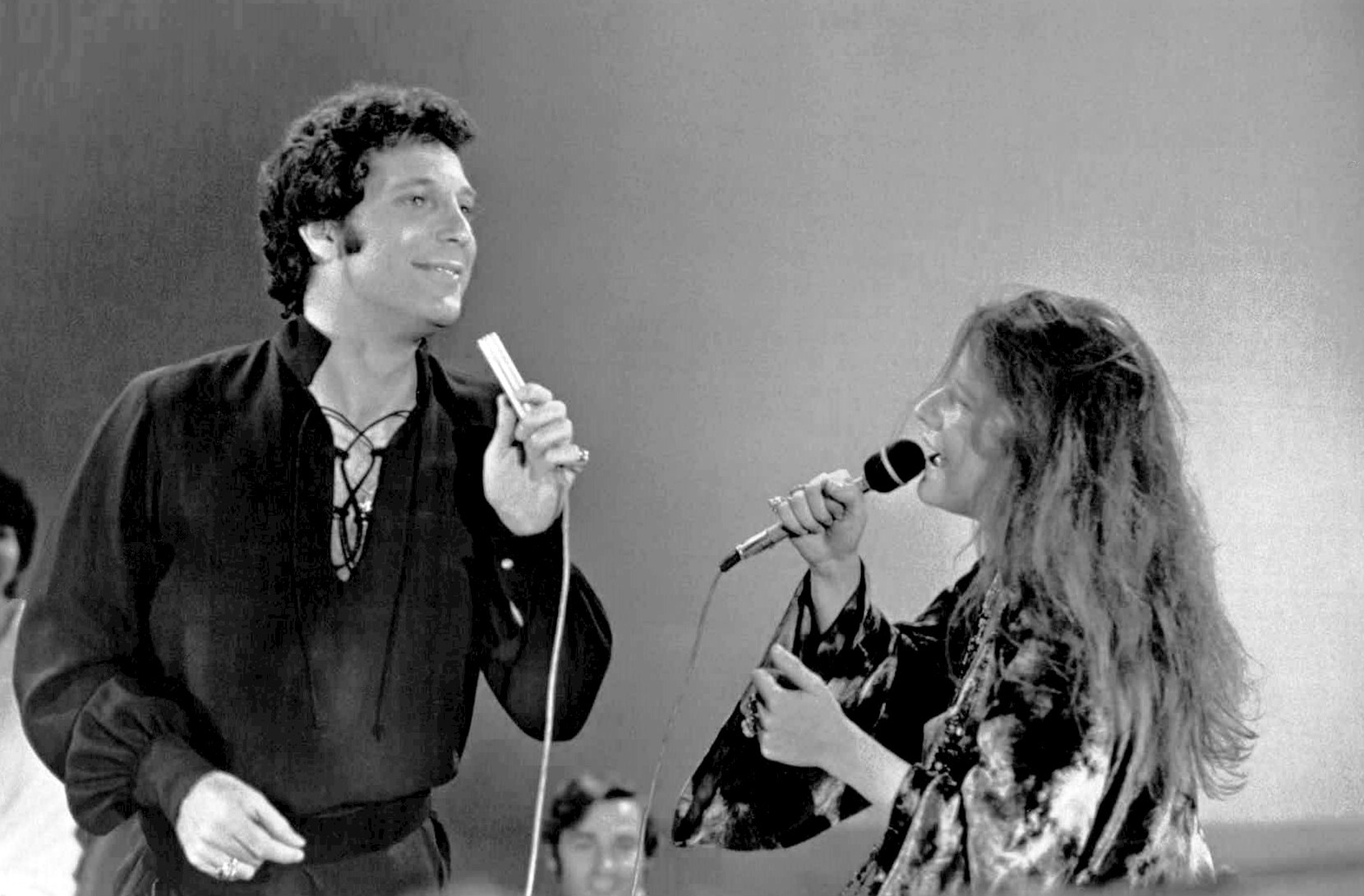
Jones i Janis Joplin podczas programu telewizyjnego This Is Tom Jones (1969)

W 1968 wydał utwór „Delilah”, który stał się jego kolejnym międzynarodowym przebojem. W tym samym roku zaczął występować w amerykańskich klubach nocnych, m.in. w Copacabanie w Nowym Jorku, odrzucił — złożoną przez Paula McCartneya — propozycję nagrania piosenki „The Long and Winding Road” oraz rozpoczął regularne występy w klubie „Flamingo” w Las Vegas, a jeden z nagranych tam w 1969 występów został wydany na albumie koncertowym pt. Live at the Flamingo. Również w 1969 podpisał, wówczas najdroższy w historii telewizji, opiewający na 9 mln funtów, kontrakt telewizyjny dot. produkcji trzech sezonów brytyjsko-amerykańskiego programu rozrywkowgo This Is Tom Jones dla stacji ATV i ABC. Program stał się przebojem po obu stronach Atlantyku. W maju 1969 zagrał serię koncertów w luksusowym hotelu „Ilikai” na Hawajach.
Pod koniec dekady założył Management & Agency Lusic Ltd., agencję rozwoju talentów, agencję koncertową, wytwórnię płytwą i wydawnictwo w jednym; w 1969 zadebiutował z firmą na giełdzie.

### Lata 70.

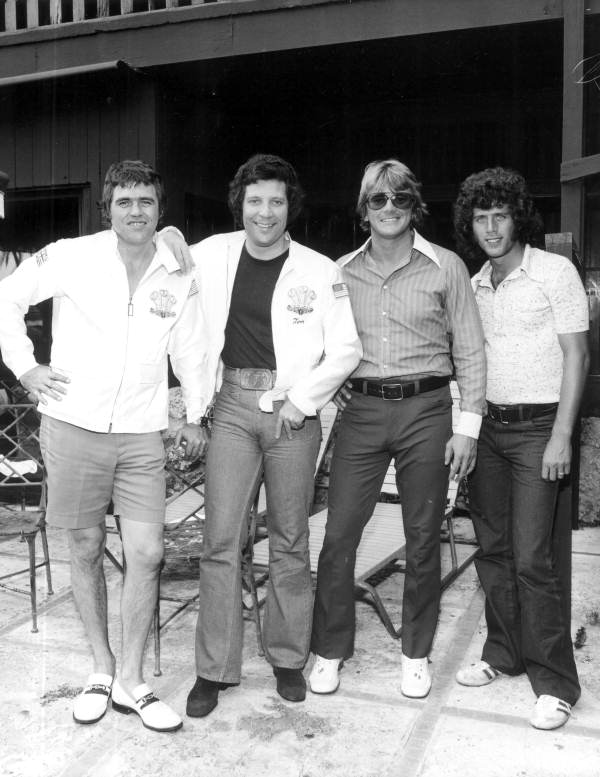
Jones z zespołem (1972)

Latem 1970 rozpoczął trasę koncertową po USA, wystąpił m.in. w Madison Square Garden w Nowym Jorku, Kia Forum w Los Angeles i Cow Palace w Daly City. W 1971 zaczął regularnie występować w klubie Caesars Palace w Las Vegas oraz wylansował swój kolejny przebój – „She’s a Lady”, który dotarł do drugiego miejsca na amerykańskiej liście Billboard Hot 100.
Po odejściu Petera Sullivana z Decca Records produkcją utworów Jonesa zajął się Gordon Mills. Wspólnie wydali kilka singli, m.in. „Till”, „Young New Mexican Puppeteer”, które cieszyły się popularnością w Wielkiej Brytanii, a także „Golden Days”, „Today I Started Loving You Again”, „La La La”, „Pledging My Love”, „Ain’t No Love” i „I Got Your Number”, które nie wzbudziły większego zainteresowania słuchaczy. Po zakończeniu współpracy z Decca Records podpisał kontrakt z wytwórnią EMI, która w 1977 wydała jego singiel „Say You’ll Stay Until Tomorrow”, notowany na 15. miejscu w USA, a następnie kolejne – „No One Gave Me Love”, „Have You Ever Been Lonely” i „Do You Take This Man…”, które nie osiągnęły sukcesu komercyjnego.
Na przełomie lat 70. i 80. koncertował po USA, zagrał m.in. serię koncertów w O’Keefe Centre w Montrealu, występował też w Waldorf Theater na Long Island. W 1979 debiutował na ekranie jako aktor rolą Raymonda Gordona w filmie Bruce’a Bilsona Rozkosze zatoczki.

### Lata 80.
Na początku lat 80. wytwórnia EMI nie przedłużyła z nim współpracy, po czym przeszedł do PolyGramu i za namową przedstawicieli firmy zaczął nagrywać piosenki w stylu country. W latach 1980–1981 prowadził 24-odcinkowy program, zatytułowany po prostu Tom Jones, w którym śpiewał piosenki wraz z zaproszonymi gośćmi. W 1981 wydał album Darlin’, który dotarł do 19. miejsca notowania Billboard Top Country Albums. Przez kolejne cztery lata wydał jeszcze cztery płyty z muzyką country.
W połowie lat 80. zakończył występy w Caesars Palace, po czym zaczął grać w Bally’s Las Vegas, poza tym występował m.in. w Resorts International w Atlantic City oraz Circle Star niedaleko Oakland. W 1986 zmarł jego wieloletni menedżer, Gordon Mills, który chorował na raka okrężnicy; nowymi menedżerami Jonesa zostali jego syn i synowa, Mark i Donna.
Latem 1987 powrócił na listy przebojów dzięki piosence „A Boy from Nowhere”, będącej studyjną wersją utworu z musicalu Matador; z utworem dotarł do drugiego miejsca na UK Singles Chart. W tym czasie zaczął też na nowo pojawiać się w brytyjskiej telewizji. W czerwcu wziął udział w sportowych zmaganiach charytatywnych The Grand Knockout Tournament, był członkiem drużyny reprezentowanej przez księżniczkę Annę. Niedługo później wystąpił gościnnie w programie Jonathana Rossa The Last Resort, w którym zaprezentował własną interpretację przeboju Prince’a „Kiss”; występ zdobył uznanie krytyków. Po występie w programie w 1988 nagrał studyjną wersję utworu „Kiss” z zespołem The Art of Noise, a piosenka dotarła do czołowych miejsc list przebojów w kilku krajach na świecie.

### Lata 90.
W tym czasie podpisał też kontrakt wydawniczy z wytwórnią Jive Records. W 1991 nagrał entuzjastycznie przyjęty przez krytykę album Carrying a Torch, wyprodukowany przez Vana Morrisona. W tym samym roku wystąpił też na dwóch koncertach charytatywnych w Wielkiej Brytanii: The Simple Truth i na koncercie z okazji 30-lecia Amnesty International. W 1992 prowadził sześcioodcinkowy program muzyczny Tom Jones: The Right Time, emitowany początkowo na antenie brytyjskiej stacji ITV, a następnie także w amerykańskiej telewizji VH1. W czerwcu 1992 wystąpił na Glastonbury Festival.
W 1993 nawiązał współpracę ze Stingiem – najpierw na jego zaproszenie wziął udział w koncercie charytatywnym na rzecz ratowania lasów deszczowych, następnie zaśpiewał gościnnie na jego koncercie w Greek Theater w Los Angeles. Również w 1993 podpisał kontrakt z wytwórnią Interscope Records. W 1994 wydał album pt. The Lead and How to Swing It, który jednak nie odniósł większego sukcesu komercyjnego. Płytę promował singlem „If Only I Knew”, z którym dotarł do 11. miejsca ma brytyjskiej liście przebojów oraz który stał się hitem także w Australii, gdzie zagrał cztery koncerty w Rod Laver Arena. Na początku 1996 nagrał ze Steve’em Jordanem i Pinem Palladinem materiał na płytę składający się z 26 utworów w stylu R&B i soulowym, jednak album nigdy nie został wydany, co było jedną z przyczyn zakończenia współpracy Jonesa z Interscope Records.
W 1997 nagrał swoją wersję przeboju Randy’ego Newmana „You Can Leave Your Hat On” na potrzeby nagrodzonego Oscarem filmu Goło i wesoło. Rok później z Robbiem Williamsem wykonali mieszankę przebojów ze ścieżki dźwiękowej do tego filmu w czasie ceremonii rozdania Brit Awards 1998.
W 1999 podpisał kontrakt z wytwórnią Gut Records i rozpoczął pracę nad albumem Reload, na który nagrał covery znanych piosenek wraz z zaproszonymi przez niego wykonawcami. Płytę promował singlami: „Burning Down the House” (nagranym z zespołem The Cardigans) i „Sex Bomb” (z Mousse T.), który stał się międzynarodowym przebojem i zarazem największym komercyjnym hitem w jego karierze. Sam album spotkał się z ciepłym przyjęciem wśród odbiorców oraz sprzedał się w nakładzie ponad 6 mln egzemplarzy na świecie, z wyłączeniem USA, gdzie płyta się nie ukazała, ponieważ nie zawierała nagrań z amerykańskimi artystami. Również w 1999 został Oficerem Orderu Imperium Brytyjskiego. 31 grudnia 1999 wystąpił z piosenką „It’s Not Unusual” podczas uroczystej gali milenijnej organizowanej w Mauzoleum Abrahama Lincolna w Waszyngtonie przez prezydenta Billa Clintona.

### Lata 2000–2009

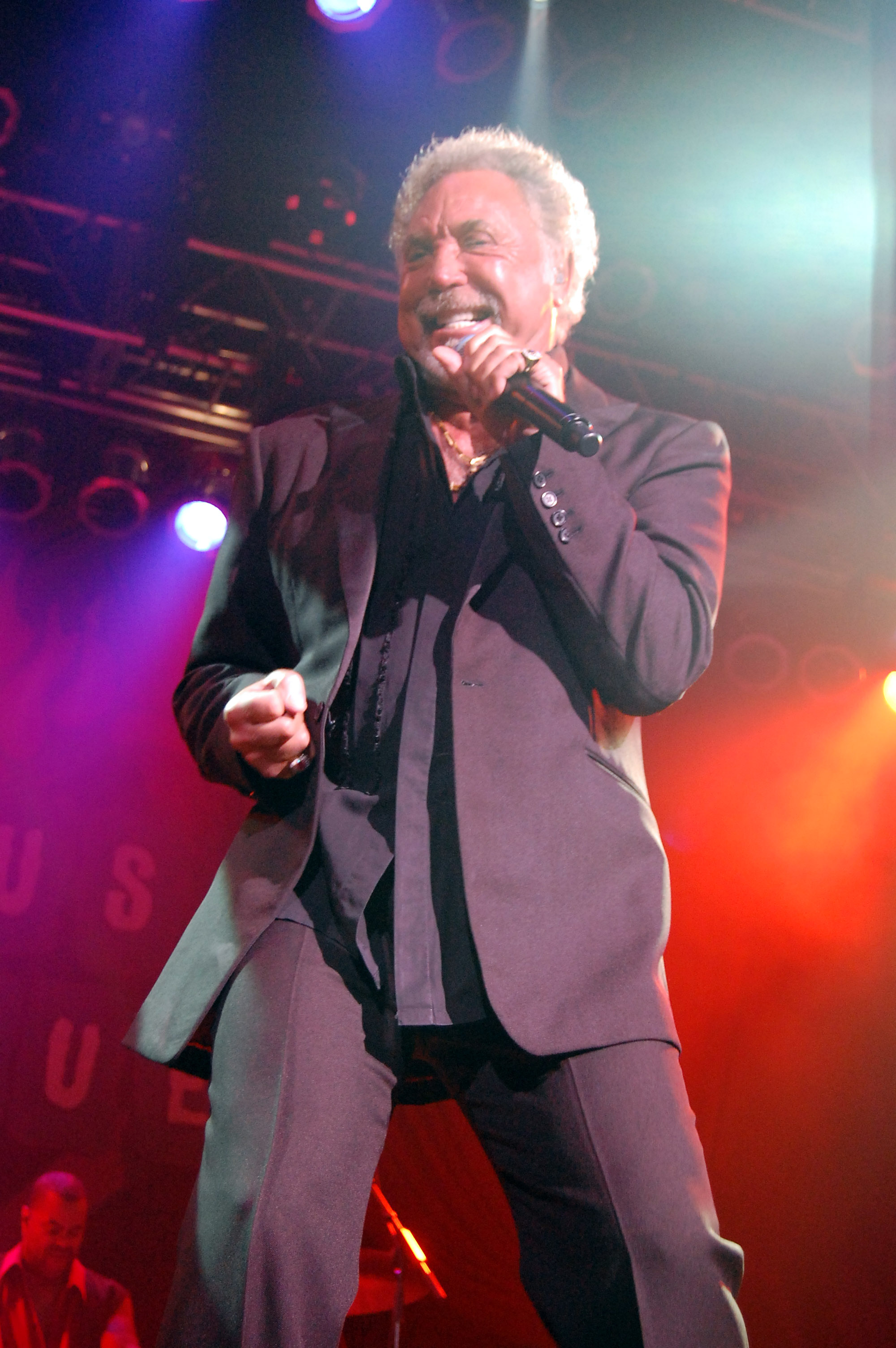
Jones podczas koncertu w Kalifornii (2009)

W czerwcu 2001 wraz z kilkoma innymi wykonawcami wystąpił w charytatywnym koncercie We Know Where You Live – Live! organizowanym przez Amnesty International na Wembley Arena w Londynie. W listopadzie tego samego roku nawiązał współpracę z Wyclefem Jeanem, z którym w 2002 wydał pod szyldem wytwórni V2 album pt. Mr. Jones, promowany przez piosenki „Tom Jones International” i „Black Betty”. Zarówno single, jak i cała płyta osiągnęły umiarkowany sukces komercyjny.
W 2003 otrzymał nagrodę Brit Award za „wybitny wkład w muzykę”.
W 2004 wydał ciepło przyjęty przez krytykę album pt. Tom Jones & Jools Holland, na którym wraz z Joolsem Hollandem umieścił utwory w stylu R&B i boogie-woogie. W 2006 został Rycerzem Kawalerii Imperium Brytyjskiego. W 2008 wydał płytę pt. 24 hours oraz prowadził program rozrywkowy The Sunday Night Project. W ramach promocji albumu 24 hours w Polsce pojawił się jako gość muzyczny na organizowanej w lutym 2009 gali rozdania Telekamer „Tele Tygodnia”, na której zaśpiewał przeboje „Sex Bomb” oraz „If He Should Ever Leave You”.
Również w 2009 podpisał kontrakt z wytwórnią Island Records. Odrzucił propozycję firmy, która zaoferowała mu nagranie płyty z piosenkami religijnymi. W tym czasie nagrał też kilka utworów z muzykami zespołu The Feeling, które jednak nigdy się nie ukazały. Niedługo później nawiązał współpracę z producentem Ethanem Johnsem. Wspólnie wydali dobrze przyjęty przez krytykę album pt. Praise & Blame, zawierający nagrane przez Jonesa wersje kilkunastu przebojów, m.in. „What Good Am I?” Boba Dylana czy „Burning Hell” Johna Lee Hookera i Bernarda Bessmana.

### Lata 2010–2019

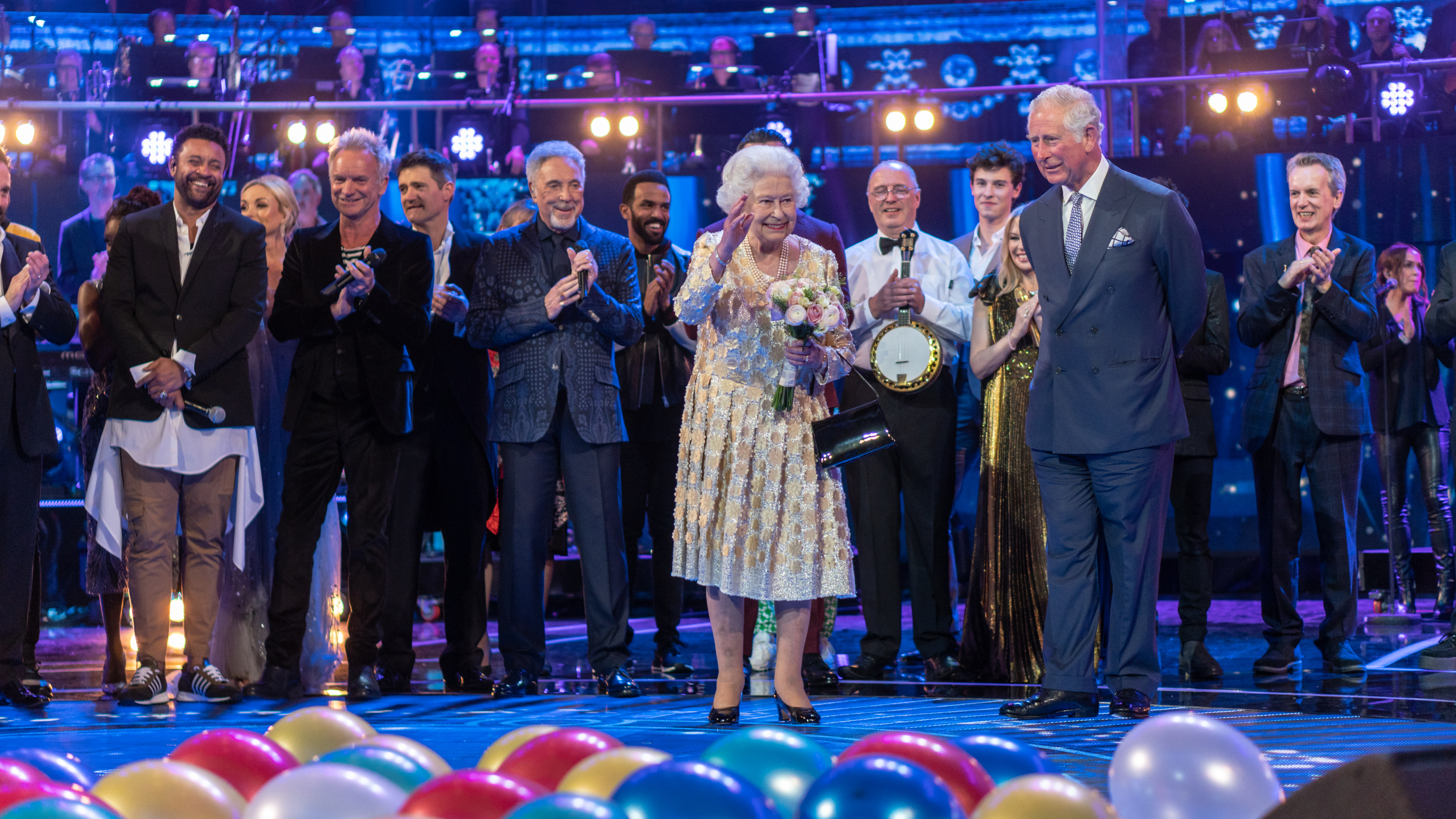
Jones podczas koncertu z okazji urodzin królowej Elżbiety II w Londynie (2018)

W 2010 przestał występować w klubach nocnych Las Vegas. W 2011 został jednym z jurorów w programie The Voice UK. W 2012 wystąpił w koncercie z okazji diamentowego jubileuszu królowej Elżbiety II organizowanym w Pałacu Buckingham oraz nagrał i wydał kolejny album z Johnsem – Spirit in the Room, na której umieścił swoje wersje piosenek innych wykonawców. W 2015 telewizja BBC zakończyła z nim współpracę przy The Voice UK po czterech edycjach, ale już w 2016 wrócił do obsady programu. 21 kwietnia 2018 wystąpił na koncercie organizowanym w Londynie z okazji 92. urodzin królowej Elżbiety II.

### Lata 2020–
W 2021 wydał album pt. Surrounded by Time.

## Życie prywatne
2 marca 1957 ożenił się z Melindą Trenchard (zm. 2016), z którą ma syna, Marka Stephena (ur. 1957). W 1973 „Daily Mirror” doniósł o romansie Jonesa z Miss World Marjorie Wallace, czemu jednak oboje wielokrotnie zaprzeczali. Z romansu z modelką Katherine Berkery ma syna Jonathana (1988).
W 1976 zamieszkał w Los Angeles, następnie przeniósł się do Mulholland Estates w Beverly Hills.

## Charakterystyka muzyczna i inspiracje
W młodości zafascynował się muzyką rock and rollową i boogie-woogie. Był fanem twórczości Jerry’ego Lee Lewisa. Na początku kariery śpiewał w zespole Tommy Scott and the Senators, z którym wykonywał piosenki rock and rollowe i popowe oraz ballady. Swoje pierwsze piosenki tworzył pod wpływem fascynacji twórczością Elvisa Presleya, który w drugiej połowie lat 60. został jego przyjacielem.
Na pierwszym solowym albumie Along Came Jones umieścił zarówno utwory rockowe, jak i soulowe oraz ballady. Na kolejnych płytach prezentował m.in. repertuar popowy, ma na koncie także piosenki taneczne. W drugiej połowie lat 70. zaczął nagrywać albumy w stylu country. Pod koniec lat 90. powrócił do tanecznych brzmień, a w 2004 wydał album z piosenkami w stylu R&B i boogie-woogie.

## Wizerunek

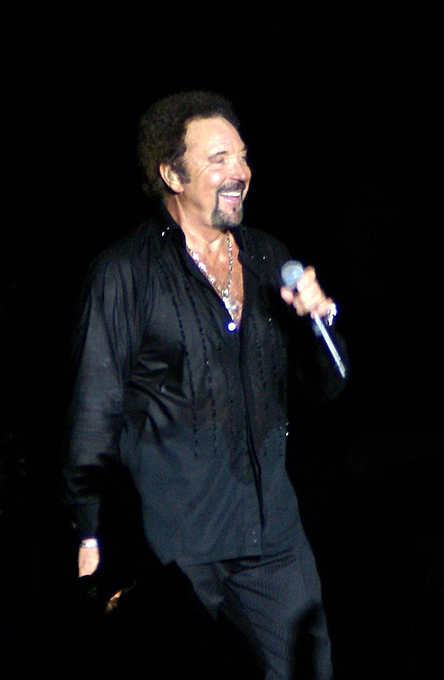
Jones w pałacu Hampton Court (2007)

W pierwszych latach kariery podczas koncertów występował w obcisłych spodniach i rozpiętych koszulach. W późniejszych latach często występował w smokingu. W latach 70. ze względu na swój wizerunek (zapuścił bokobrody oraz nosił łańcuchy z krzyżem i pierścienie na palcach) był porównywany do Engelberta Humperdincka, drugiego podopiecznego Gordona Millsa.
Ruchy sceniczne Jonesa czasem określano jako niemoralne. Pod koniec lat 60. stał się idolem kobiet, które podczas koncertów rzucały mu bieliznę na scenę. Wraz z upływem lat ten gest uwielbienia mocno mu ciążył, a dziennikarze i producenci telewizyjni często publicznie z tego żartowali.
Po podpisaniu kontraktu na realizację programu This Is Tom Jones pod koniec lat 60. poddał się operacji plastycznej nosa, który w młodości poobijał sobie podczas ulicznych bijatyk. Poprawił sobie także uzębienie. Do 2009 farbował siwiznę na czarno.

## Filmografia
Poniższy spis sporządzono na podstawie materiału źródłowego.

### Filmy i seriale
- 1966: Frankie and Bruce (odc. Frankie and Bruce’s Christmas Show)
- 1979: Rozkosze zatoczki jako Raymond Gordon
- 1984: Fantasy Island jako księgowy Jack Palmer (odc. Lost and Found/Dick Turpin’s Last Ride)
- 1991: The Ghosts of Oxford Street jako Gordon Selfridge
- 1993: Bajer z Bel-Air jako Anioł Stróż Carltona (odc. The Alma Matter)
- 1994: Silk n’ Sabotage jako fotograf
- 1996: Marsjanie atakują! jako on sam
- 1999: Agnes Browne jako on sam
- 2014: Under Milk Wood jako Kapitan Kot

### Dubbing
- 2000: Nowe szaty króla jako pieśniarz
- 2003: Kaczor Dodgers jako on sam

## Ważniejsze nagrody i wyróżnienia
- Grammy (1965)
- Order Imperium Brytyjskiego (1999)
- Odznaka Rycerza Kawalera (2006)
- Brit Awards (2000, 2003)